# Love Letters from Elvis
Love Letters from Elvis es el cuadragésimo tercer álbum de estudio del músico y cantante estadounidense Elvis Presley, publicado por la compañía discográfica RCA Victor en junio de 1971. 
El álbum se compone de canciones grabadas durante unas sesiones maratonianas en Nashville en junio de 1970. La mayor parte de las 35 canciones grabadas durante esas sesiones fueron usadas en los álbumes de 1970 That's the Way It Is y Elvis Country (I'm 10,000 Years Old). Con el objetivo de producir un tercer álbum de esas sesiones, RCA pidió al productor Felton Jarvis que mezclase, sobregrabase y recopilara las canciones restantes. Sin embargo, pocas canciones tenían la sensación de rock, country o gospel que había inspirado a Elvis en sus mejores actuaciones. Como resultado, Love Letters from Elvis no obtuvo buenas críticas de la prensa musical y falló a la hora de entrar en el top 20 de la lista Billboard 200. Por el contrario, llegó al puesto doce en la lista de álbumes country y al siete en la lista de discos más vendidos del  Reino Unido.
La canción que da título al álbum es una regrabación de un éxito de años anteriores, que fue publicada como sencillo en 1966. «Got My Mojo Working», por su parte, está editado a partir de una improvisación musical, en la que Presley incorporó parte de la letra de «Hands Off», una canción de Frankie Castro de 1955.
Love Letters from Elvis produjo tres sencillos. El primero, «Life», con «Only Believe» como cara B, fue publicado en marzo de 1971 y alcanzó el puesto 53 en la lista Billboard Hot 100, la posición más baja para el músico en la lista desde el lanzamiento de «Almost in Love», que había llegado al puesto 95 a finales de 1968.

## Lista de canciones
| Cara A |                       |                                           |          |  |
| N.º    | Título                | Escritor(es)                              | Duración |  |
| 1.     | «Love Letters»        | Edward Heyman, Victor Young               | 2:53     |  |
| 2.     | «When I'm Over You»   | Shirl Milete                              | 2:28     |  |
| 3.     | «If I Were You»       | Gerald Nelson                             | 3:01     |  |
| 4.     | «Got My Mojo Working» | Preston Foster                            | 4:36     |  |
| 5.     | «Heart of Rome»       | Alan Blaikley, Ken Howard, Geoff Stephens | 2:56     |  |

| Cara B |                                            |                                              |          |  |
| N.º    | Título                                     | Escritor(es)                                 | Duración |  |
| 1.     | «Only Believe»                             | Paul Rader                                   | 2:49     |  |
| 2.     | «This Is Our Dance»                        | Les Reed, Geoff Stephens                     | 3:16     |  |
| 3.     | «Cindy, Cindy»                             | Dolores Fuller, Buddy Kaye, Ben Weisman      | 2:33     |  |
| 4.     | «I'll Never Know»                          | Fred Karger, Sid Wayne, Ben Weisman          | 2:25     |  |
| 5.     | «It Ain't No Big Thing (But It's Growing)» | Shorty Hall, Alice Joy Merritt, Neal Merritt | 2:49     |  |
| 6.     | «Life (canción de Elvis Presley)»          | Shirl Milete                                 | 3:10     |  |

## Posición en listas
| País           | Lista                | Posición |
| -------------- | -------------------- | -------- |
| Estados Unidos | Billboard Pop Albums | 33       |